# Parapentaneura bentogomensis
Parapentaneura bentogomensis är en tvåvingeart som beskrevs av Stur, Fittkau och Mirian A. Da Silva Serrano 2006. Parapentaneura bentogomensis ingår i släktet Parapentaneura och familjen fjädermyggor. Inga underarter finns listade i Catalogue of Life.